# Il chiromante
Il chiromante è un film del 1941 diretto da Oreste Biancoli.

## Trama
Candido giovane lavoratore addetto al funzionamento di una giostra in un Luna Park, è il capo di una banda di ragazzini che giocano a fare i pellerossa, malvisto e inseguito da un violento omone, si nasconde in una tenda e si traveste da chiromante incontrando una bella fanciulla, Grazia, che era curiosa di sapere del suo futuro.
Il capo di una banda di falsari cerca di rapire la fanciulla che fa la fioraia in un locale notturno, Candido riuscirà a liberarla e con l'aiuto della banda dei ragazzini assicurerà i loschi individui alla giustizia.

## Critica
(Osvaldo Scaccia in Film del 1º novembre 1941)